# Скифата

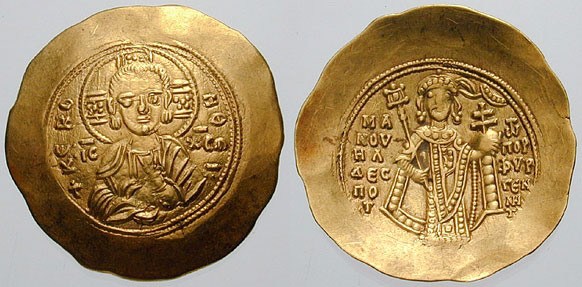
Чашкообразные византийские монеты.

Скифаты (лат. nummi scyphati (scyphate)) — название византийских монет, имеющих выпуклый аверс и вогнутый реверс. Чеканились со 2-й трети XI века. Есть сведения, что впервые такой вид чеканки применялся эллинами, а позже монеты такой формы некоторое время чеканились и кельтами, германцами, венграми, арабами.
Вероятно, считалось, что такие монеты удобнее брать пальцами с ровной поверхности.